# Gante-Wevelgem 1982
La Gante-Wevelgem 1982 fue la 44.ª edición de la carrera ciclista Gante-Wevelgem y se disputó el 7 de abril de 1982 sobre una distancia de 255 km.  
El vencedor fue el holandés Frank Hoste (TI-Raleigh-Campagnolo) se impuso en la prueba. Sus compatriotas Eddy Vanhaerens y Fons De Wolf fueron segundo y tercero respectivamente.

## Clasificación final
| Posición | Ciclista            | Equipo                 | Tiempo   |
| -------- | ------------------- | ---------------------- | -------- |
| 1        | Frank Hoste         | TI-Raleigh-Campagnolo  | 6h15'00" |
| 2        | Eddy Vanhaerens     | Safir-Marc             | a 12".   |
| 3        | Fons De Wolf        | Vermeer-Thijs          | m.t.     |
| 4        | Eddy Planckaert     | Splendor-Wickes        | m.t.     |
| 5        | Jan Bogaert         | Europ Decor            | m.t.     |
| 6        | Johan Van Der Velde | TI-Raleigh-Campagnolo  | m.t.     |
| 7        | Phil Anderson       | Peugeot-Shell-Michelin | m.t.     |
| 8        | Silvano Contini     | Bianchi-Piaggio        | m.t.     |
| 9        | Henk Lubberding     | TI-Raleigh-Campagnolo  | m.t.     |
| 10       | Gregor Braun        | Capri Sonne            | m.t.     |